# Игнатьево (Талицкое сельское поселение)
Игнатьево — деревня в Кирилловском районе Вологодской области.
Входит в состав Талицкого сельского поселения, с точки зрения административно-территориального деления — в Колкачский сельсовет.
Расстояние до районного центра Кириллова по автодороге — 50,1 км, до центра муниципального образования Талиц по прямой — 14 км. Ближайшие населённые пункты — Семково, Охремково, Погорелка, Павлоково.
По данным переписи в 2002 году постоянного населения не было.